# Alfa Romeo Romeo
O Alfa Romeo Romeo foi uma caminhonete produzida pela empresa italiana Alfa Romeo entre 1954 e 1967. Foi fabricada na Espanha sob licença pela empresa Fadisa a partir de 1956, teve mais duas variações um furgão Romeo 2.
|  |  |
|  |  |